# اس‌اس اوهایو (۱۸۷۲)
اس‌اس اوهایو (۱۸۷۲) (به انگلیسی: SS Ohio (1872)) یک کشتی بود که طول آن ۳۴۳ فوت (۱۰۵ متر) بود. این کشتی در سال ۱۸۷۲ ساخته شد.